# Dreibrüderhöhe
Die Dreibrüderhöhe  oder kurz Brüderhöhe ist ein 688,1 m ü. NHN hoher Berg westlich der Stadt Marienberg im mittleren Erzgebirge im Freistaat Sachsen.

## Geschichte

### Entstehung des Namens
Der Name des Berges wurde vom Grubennamen Alte Drei Brüder abgeleitet, die ihren Ursprung in der Sage hat, dass drei aus Italien stammende Brüder hier einen Silbergang entdeckt haben sollen.

### Touristische Erschließung

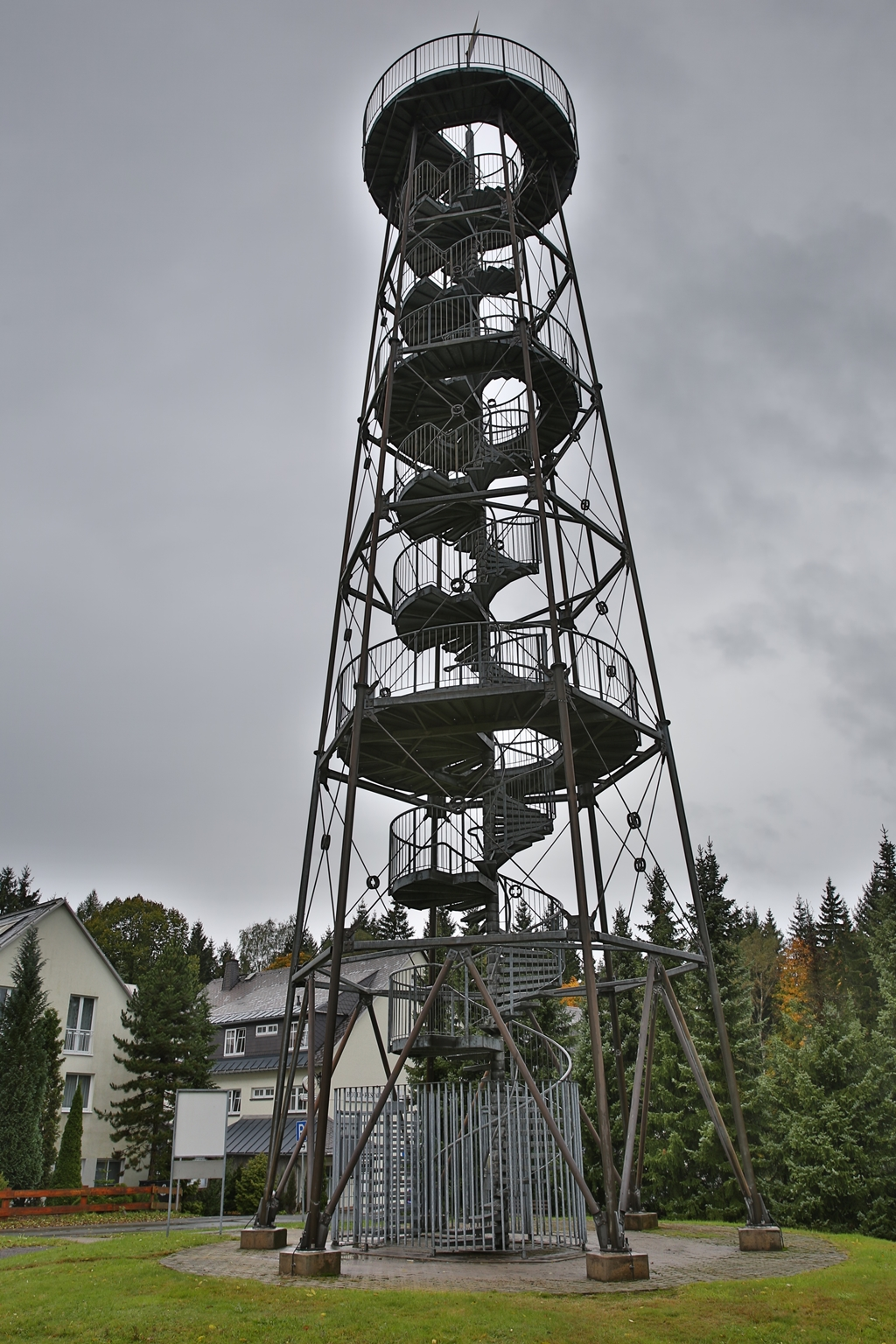
Neuer Aussichtsturm auf der Dreibrüderhöhe (2012)

Im Mai 1883 wurde ein 18 m hoher eiserner Aussichtsturm auf der Dreibrüderhöhe durch den Erzgebirgszweigverein Marienberg feierlich eingeweiht, der durch die Maschinenfabrik Carl Reinsch aus Dresden für einen Preis von rund 6000 Reichsmark errichtet worden war. Der Turm, der 1884 nach der verstorbenen Gattin des damaligen Prinzen Georg von Sachsen Prinzeß-Marien-Turm benannt wurde, erfreute sich als Ausflugsziel bald so großer Beliebtheit, dass das Mitglied des 1878 gegründeten Erzgebirgszweigvereins Marienberg, Gustav Loose, im 1853/54 errichteten Huthaus Alte Drei Brüder 1886 eine Gastwirtschaft errichtete. Bis 1977 befand sich das Berghaus Dreibrüderhöhe im Besitz der Familie Loose, dann wurde es an die Gebäudewirtschaft Marienberg verkauft und bis zum Jahresende 1985 weiter als Gaststätte betrieben. Danach übernahm die LPG Marienberg die Gaststätte, die es 1992 verkaufte. 1992/93 erfolgte der Umbau zum jetzigen Berghotel Drei Brüder Höhe. Neben dem Hotel befindet sich ein Caravan-Stellplatz.
Der Aussichtsturm hingegen war lange baupolizeilich gesperrt. Außerdem stand er unweit des Sperrgebietes am Truppenübungsplatz. Er wurde deshalb am 11. März 1977 abgerissen und verschrottet.
Die Stadt Marienberg ließ auf der Dreibrüderhöhe einen neuen, 25,4 m hohen Aussichtsturm errichten, der am 12. Mai 1994 feierlich eingeweiht wurde und einen guten Blick auf Marienberg und die unmittelbare Umgebung ermöglicht.
Ca. 60 m nordöstlich des Turms steht innerhalb eines eingezäunten militärischen Sicherheitsbereichs ein etwas höherer Funkturm.

## Lage und Umgebung
Die Dreibrüderhöhe liegt am Westrand der Marienberger Hochfläche am Kiesholz. Er ist über eine Abzweigung von der Bundesstraße 171 zwischen Marienberg und Wolkenstein aus mit dem Kfz zu erreichen.

## Wanderrouten zum Gipfel
Die Dreibrüderhöhe ist über ausgeschilderte Wanderwege von Marienberg, Lauta, Gehringswalde, Wolkenstein oder Großrückerswalde aus zu Fuß zu erreichen. Auch der Bergwanderweg Eisenach–Budapest führt vorbei.